# Tam Cần
Tam Cần là một tỉnh cũ của Việt Nam Cộng hòa.

## Lịch sử
Ngày 9 tháng 2 năm 1956, Tổng thống Việt Nam Cộng hòa ban hành Sắc lệnh số 16-NV về việc thành lập tỉnh Tam Cần trên cơ sở quận Cầu Kè thuộc tỉnh Cần Thơ; 2 quận: Tiểu Cần, Trà Ôn thuộc Trà Vinh và quận Vũng Liêm thuộc tỉnh Vĩnh Long.
Tỉnh Tam Cần có 4 quận: Cầu Kè, Tiểu Cần, Trà Ôn (tỉnh lỵ), Vũng Liêm.
Ngày 21 tháng 7 năm 1956, Bộ Nội vụ VNCH ban hành Nghị định số 39/BNV/HC về việc thành lập quận Long Toàn trên cơ sở 5 xã: Hiệp Thạnh, Trường Long Hòa, Long Toàn, Long Vĩnh, Long Hữu thuộc huyện Cầu Ngang. Quận lỵ Long Toàn đặt tại ấp Phước Trị, xã Long Toàn.
Ngày 3 tháng 1 năm 1957, VNCH ban hành:
- Sắc lệnh về việc giải thể tỉnh Tam Cần; sáp nhập 3 huyện: Cầu Kè, Tiểu Cần, Trà Ôn của tỉnh Tam Cần vừa giải thể và huyện Vũng Liêm thuộc tỉnh Vĩnh Long vào tỉnh Trà Vinh.[3][4]
- Sắc lệnh số 3-NV/HC/NĐ[5] việc đổi tên tỉnh Trà Vinh thành tỉnh Vĩnh Bình.[6]